# Laticoleus spilus
Laticoleus spilus là một loài tò vò trong họ Ichneumonidae.